# Klubowy Puchar Europy kobiet w szachach (2007)
2007 – dwunasty sezon Klubowego Pucharu Europy kobiet w szachach. Rozgrywki odbyły się w Kemerze w dniach 3–9 października 2007 roku. Tytuł zdobył monakijski CE Monte-Carlo.

## Format rozgrywek
Turniej odbywał się systemem szwajcarskim na dystansie siedmiu rund. W przypadku identycznej liczby punktów decydowała łączna liczba punktów uzyskanych przez zawodniczki, a przy dalszej równości – system Buchholza.

## Uczestnicy
W nawiasie podano średni ranking Elo. Źródło: OlimpBase

- Mika Erywań (2453)
- BGU Mińsk (2118)
- ŠK Bihać (2201)
- T-Com Podgorica (2419)
- Vandoeuvre-Echecs (1743)
- Interplast Tbilisi (2433)
- SC Utrecht (2142)
- CE Monte-Carlo (2535)
- USV Volksbank Halle (2252)
- AWS Krasnoturjinsk (2478)
- Ekonomist-SGSEU Saratów (2431)
- FINEK Petersburg (2404)
- Jużnyj Urał Czelabińsk (2443)
- Ładja Kazań (2366)
- Antalya Deniz Gençlik SK (1917)
- Beşiktaş JK (1831)
- Tarsus Zeka SSK (1814)
- Türk Hava Yolları SK (2095)

## Rozgrywki

### Runda 1
Źródło: OlimpBase
3 października 2007
| USV Volksbank Halle – CE Monte-Carlo ½:3½              |
| AWS Krasnoturjinsk – ŠK Bihać 4:0                      |
| SC Utrecht – Mika Erywań ½:3½                          |
| Jużnyj Urał Czelabińsk – BGU Mińsk 4:0                 |
| Türk Hava Yolları SK – Interplast Tbilisi 1:3          |
| Ekonomist-SGSEU Saratów – Antalya Deniz Gençlik SK 4:0 |
| Beşiktaş JK – T-Com Podgorica ½:3½                     |
| FINEK Petersburg – Tarsus Zeka SSK 3:1                 |
| Vandoeuvre-Echecs – Ładja Kazań 1:3                    |

### Runda 2
Źródło: OlimpBase
4 października 2007
| CE Monte-Carlo – T-Com Podgorica 3:1             |
| Ładja Kazań – AWS Krasnoturjinsk 1:3             |
| FINEK Petersburg – Jużnyj Urał Czelabińsk 1:3    |
| Interplast Tbilisi – Ekonomist-SGSEU Saratów 3:1 |
| Mika Erywań – Antalya Deniz Gençlik SK 3:1       |
| SC Utrecht – USV Volksbank Halle 1:3             |
| ŠK Bihać – Tarsus Zeka SSK 4:0                   |
| BGU Mińsk – Türk Hava Yolları SK 1½:2½           |
| Vandoeuvre-Echecs – Beşiktaş JK 2:2              |

### Runda 3
Źródło: OlimpBase
5 października 2007
| AWS Krasnoturjinsk – Interplast Tbilisi 1:3 |
| Jużnyj Urał Czelabińsk – Mika Erywań 2½:1½  |
| Türk Hava Yolları SK – CE Monte-Carlo 0:4   |
| USV Volksbank Halle – FINEK Petersburg 0:4  |
| ŠK Bihać – Ładja Kazań 1:3                  |
| Ekonomist-SGSEU Saratów – Beşiktaş JK 3½:½  |
| T-Com Podgorica – Vandoeuvre-Echecs 3½:½    |
| Tarsus Zeka SSK – SC Utrecht 0:4            |
| Antalya Deniz Gençlik SK – BGU Mińsk 1:3    |

### Runda 4
Źródło: OlimpBase
6 października 2007
| CE Monte-Carlo – Interplast Tbilisi 2:2          |
| Ładja Kazań – Jużnyj Urał Czelabińsk 2½:1½       |
| T-Com Podgorica – AWS Krasnoturjinsk 2:2         |
| FINEK Petersburg – Ekonomist-SGSEU Saratów 2½:1½ |
| Mika Erywań – Türk Hava Yolları SK 3½:½          |
| BGU Mińsk – USV Volksbank Halle 2:2              |
| Vandoeuvre-Echecs – ŠK Bihać 1:3                 |
| Beşiktaş JK – SC Utrecht 1:3                     |
| Antalya Deniz Gençlik SK – Tarsus Zeka SSK 4:0   |

### Runda 5
Źródło: OlimpBase
7 października 2007
| Ładja Kazań – CE Monte-Carlo ½:3½                 |
| Interplast Tbilisi – Jużnyj Urał Czelabińsk 1½:2½ |
| Mika Erywań – FINEK Petersburg 1½:2½              |
| SC Utrecht – AWS Krasnoturjinsk ½:3½              |
| ŠK Bihać – T-Com Podgorica ½:3½                   |
| Ekonomist-SGSEU Saratów – BGU Mińsk 4:0           |
| USV Volksbank Halle – Türk Hava Yolları SK 2:2    |
| Beşiktaş JK – Antalya Deniz Gençlik SK 2½:1½      |
| Tarsus Zeka SSK – Vandoeuvre-Echecs 1:3           |

### Runda 6
Źródło: OlimpBase
8 października 2007
| Jużnyj Urał Czelabińsk – CE Monte-Carlo 1:3      |
| AWS Krasnoturjinsk – FINEK Petersburg 2½:1½      |
| T-Com Podgorica – Interplast Tbilisi 2:2         |
| Ekonomist-SGSEU Saratów – Ładja Kazań 3:1        |
| USV Volksbank Halle – Mika Erywań 1:3            |
| SC Utrecht – ŠK Bihać 2:2                        |
| Türk Hava Yolları SK – Beşiktaş JK 2½:1½         |
| Antalya Deniz Gençlik SK – Vandoeuvre-Echecs 3:1 |
| BGU Mińsk – Tarsus Zeka SSK 4:0                  |

### Runda 7
Źródło: OlimpBase
9 października 2007
| CE Monte-Carlo – AWS Krasnoturjinsk 1:3               |
| Interplast Tbilisi – Mika Erywań 1:3                  |
| Jużnyj Urał Czelabińsk – Ekonomist-SGSEU Saratów 3½:½ |
| FINEK Petersburg – T-Com Podgorica 3½:½               |
| Ładja Kazań – Türk Hava Yolları SK 2:2                |
| ŠK Bihać – BGU Mińsk 2½:1½                            |
| Antalya Deniz Gençlik SK – SC Utrecht 1:3             |
| Vandoeuvre-Echecs – USV Volksbank Halle ½:3½          |
| Tarsus Zeka SSK – Beşiktaş JK 1:3                     |

## Klasyfikacja
Źródło: OlimpBase
| Msc | Zespół                   | M | W | R | P | Pkt |
| --- | ------------------------ | - | - | - | - | --- |
| 1   | CE Monte-Carlo           | 7 | 5 | 1 | 1 | 11  |
| 2   | AWS Krasnoturjinsk       | 7 | 5 | 1 | 1 | 11  |
| 3   | Mika Erywań              | 7 | 5 | 0 | 2 | 10  |
| 4   | Jużnyj Urał Czelabińsk   | 7 | 5 | 0 | 2 | 10  |
| 5   | FINEK Petersburg         | 7 | 5 | 0 | 2 | 10  |
| 6   | Ekonomist-SGSEU Saratów  | 7 | 4 | 0 | 3 | 8   |
| 7   | T-Com Podgorica          | 7 | 3 | 2 | 2 | 8   |
| 8   | Interplast Tbilisi       | 7 | 3 | 2 | 2 | 8   |
| 9   | SC Utrecht               | 7 | 3 | 1 | 3 | 7   |
| 10  | Ładja Kazań              | 7 | 3 | 1 | 3 | 7   |
| 11  | ŠK Bihać                 | 7 | 3 | 1 | 3 | 7   |
| 12  | USV Volksbank Halle      | 7 | 2 | 2 | 3 | 6   |
| 13  | Türk Hava Yolları SK     | 7 | 2 | 2 | 3 | 6   |
| 14  | BGU Mińsk                | 7 | 2 | 1 | 4 | 5   |
| 15  | Beşiktaş JK              | 7 | 2 | 1 | 4 | 5   |
| 16  | Antalya Deniz Gençlik SK | 7 | 2 | 0 | 5 | 4   |
| 17  | Vandoeuvre-Echecs        | 7 | 1 | 1 | 5 | 3   |
| 18  | Tarsus Zeka SSK          | 7 | 0 | 0 | 7 | 0   |